# 樟脑酸
樟脑酸（英語：Camphoric acid）是一种有机二羧酸，分子式C10H16O4，带有两个手性碳原子，可由硝酸氧化樟脑生成。法国药剂师及化学家路易-尼古拉·沃克蘭、荷兰化学家雅各布斯·亨里克斯·范托夫、芬兰化学家古斯塔夫·康帕对樟脑酸的早期研究做出了贡献。